# 亚历山大·科根 (科学家)
亚历山大·科根（英語：Aleksandr Kogan；1986年4月6日—），或译科甘，是一位出生于摩尔多瓦的美国科学家，因其对催产素与善良之间联系的研究 和开发了一款允许剑桥分析收集3000万Facebook用户个人信息的应用程序而闻名。2012年至2018年，他在剑桥大学担任大学讲师，目前则是一名科技企业家。